# Abadia de Goiás
Abadia de Goiás är en kommun i Brasilien.   Den ligger i delstaten Goiás, i den centrala delen av landet, 200 km sydväst om huvudstaden Brasília. Antalet invånare är 6 868.
Omgivningarna runt Abadia de Goiás är huvudsakligen savann. Runt Abadia de Goiás är det ganska glesbefolkat, med 38 invånare per kvadratkilometer.